# Saelred

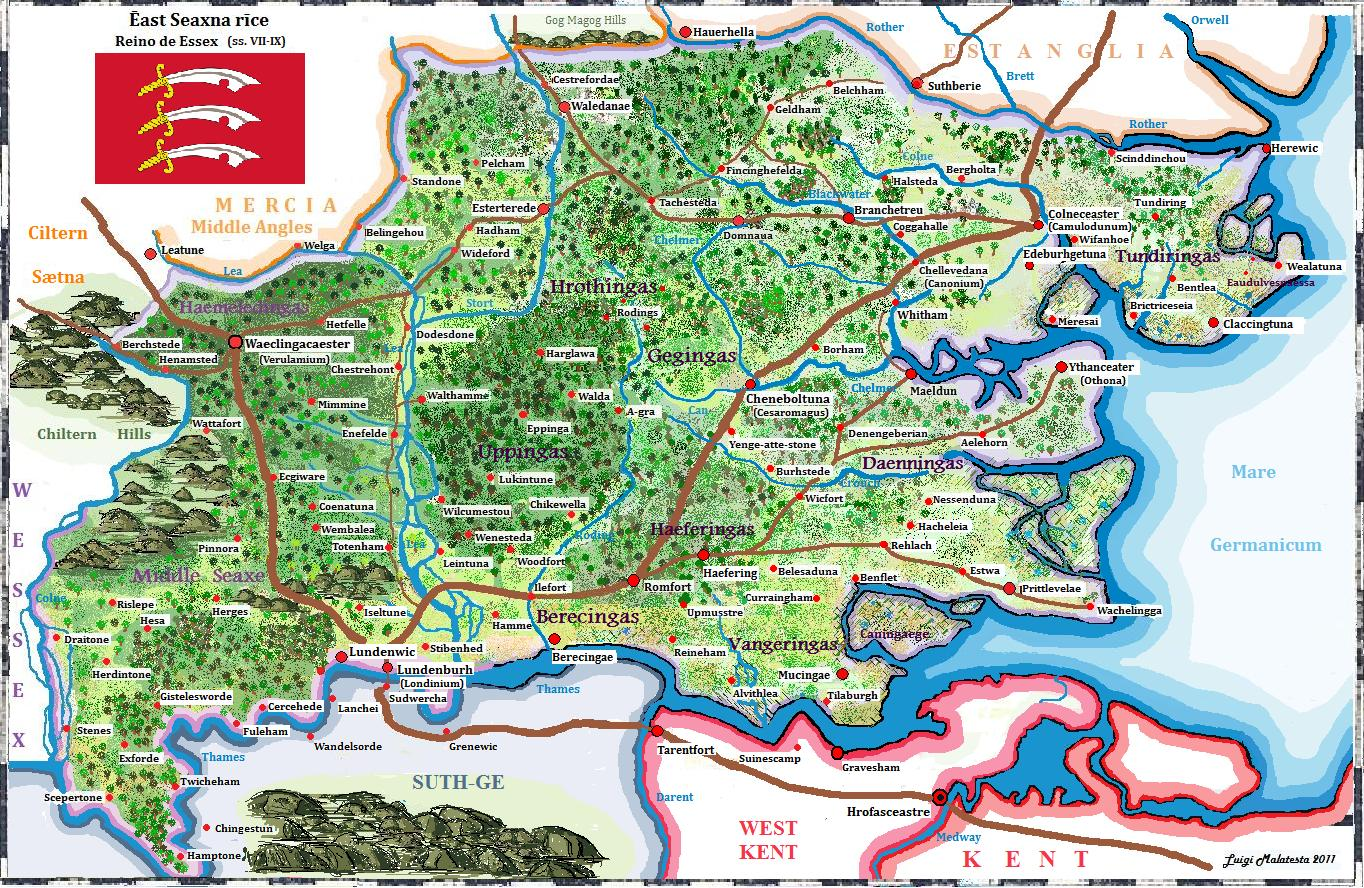
Essex in frühangelsächsischer Zeit

Saelred (auch: Selered, Selred) († 746) war in den Jahren 738 bis 746 König des angelsächsischen Königreichs Essex.

## Leben
Nach Wilhelm von Malmesbury, einem Geschichtsschreiber des 12. Jahrhunderts, war Saelred ein Sohn des Königs Sigeberht II. von Essex. Als Nachfolger des abgedankten Offa soll er im Jahr 709 den Thron bestiegen haben. Die Chronologie im Umfeld seines Amtsantritts ist jedoch unklar. Moderne Historiker halten jedoch Swæfberht (709–738) für den Nachfolger Offas, dem um 738 schließlich Saelred folgte. Eine gemeinsame Herrschaft von Swæfberht (709–738) und Saelred (?–746) wird jedoch auch vertreten. Saelred wurde im Jahr 746 erschlagen. Sein Nachfolger wurde Swithred.